# Minoria
O termo minoria tem usos diferentes, dependendo do contexto. De acordo com seu uso comum, um grupo minoritário pode ser simplesmente entendido em termos de tamanhos demográficos dentro de uma população: ou seja, um grupo na sociedade com o menor número de indivíduos é, portanto, a 'minoria'. No entanto, em termos de sociologia, economia e política, um grupo demográfico que ocupa a menor fração da população não é necessariamente a "minoria". No contexto acadêmico, os grupos 'minoria' e 'maioria' são mais apropriadamente entendidos em termos de estruturas hierárquicas de poder. Por exemplo, na África do Sul, durante o Apartheid, os europeus brancos detinham praticamente todo o poder social, econômico e político sobre os africanos negros. Por esta razão, os africanos negros são o "grupo minoritário", apesar de serem mais numerosos que os europeus brancos na África do Sul. É por isso que os acadêmicos usam com mais frequência o termo "grupo minoritário" para se referir a uma categoria de pessoas que experimentam uma desvantagem relativa, em comparação com membros de um grupo social dominante. Para lidar com essa ambiguidade, Harris Mylonas propôs o termo 'grupo não central', em vez de 'grupo minoritário', para se referir a qualquer agregação de indivíduos que é percebida como um grupo étnico não assimilado (em um aspecto linguístico, religioso, físico ou base ideológica) pela elite política governante de um país" e reserva o termo 'minoria' apenas para grupos aos quais foram concedidos direitos de minoria por seu estado de residência.
A associação a grupos minoritários geralmente se baseia em diferenças nas características ou práticas observáveis, como: etnia (minoria étnica), raça (minoria racial), religião (minoria religiosa), orientação sexual (minoria sexual) ou deficiência. A estrutura da interseccionalidade pode ser usada para reconhecer que um indivíduo pode simultaneamente pertencer a vários grupos minoritários (por exemplo, uma minoria racial e religiosa). Da mesma forma, os indivíduos também podem fazer parte de um grupo minoritário em relação a algumas características, mas fazer parte de um grupo dominante em relação a outras.
O termo "grupo minoritário" geralmente ocorre no discurso dos direitos civis e direitos coletivos, pois os membros de grupos minoritários são propensos a tratamento diferenciado nos países e sociedades em que vivem. Membros de grupos minoritários geralmente enfrentam discriminação em várias áreas da vida social, incluindo moradia, emprego, saúde e educação, entre outros. Embora a discriminação possa ser cometida por indivíduos, ela também pode ocorrer por meio de desigualdades estruturais, nas quais direitos e oportunidades não são igualmente acessíveis a todos. A linguagem dos direitos das minorias é freqüentemente usado para discutir leis destinadas a proteger os grupos minoritários da discriminação e dar-lhes estatuto social igual ao do grupo dominante.

## Definições
Antes da Conferência de Paz de Paris (1919), o termo "minoria" se referia principalmente a partidos políticos em legislaturas nacionais, não a grupos étnicos, nacionais, linguísticos ou religiosos. A Conferência de Paris foi atribuída a cunhar o conceito de direitos das minorias e trazer destaque a ele. A Comissão de Minorias da Liga das Nações definiu minoria em 1919 como "nacionais pertencentes a minorias raciais, religiosas ou linguísticas".

### Sociológica
Louis Wirth definiu um grupo minoritário como “um grupo de pessoas que, por causa de suas características físicas ou culturais, são diferenciadas das demais na sociedade em que vivem por tratamento diferenciado e desigual e que, portanto, se consideram objetos de discriminação". A definição inclui critérios objetivos e subjetivos: a pertença a um grupo minoritário é objetivamente atribuída pela sociedade, com base nas características físicas ou comportamentais de um indivíduo; também é aplicado subjetivamente por seus membros, que podem usar seu estatuto como base de identidade ou solidariedade grupal. Assim, o estatuto do grupo minoritário é categórico: um indivíduo que exibe as características físicas ou comportamentais de um determinado grupo minoritário recebe o estatuto desse grupo e está sujeito ao mesmo tratamento que os outros membros desse grupo.
Joe Feagin, afirma que um grupo minoritário tem cinco características: (1) sofrer discriminação e subordinação, (2) traços físicos e/ou culturais que os diferenciam e que são desaprovados pelo grupo dominante, (3) um senso compartilhado de identidade coletiva e fardos comuns, (4) regras socialmente compartilhadas sobre quem pertence e quem não determina o status de minoria e (5) tendência a casar dentro do grupo.

#### Crítica
Existe uma controvérsia com o uso da palavra minoria, pois ela tem um uso genérico e acadêmico. O uso comum do termo indica uma minoria estatística; no entanto, os acadêmicos referem-se a diferenças de poder entre os grupos, em vez de diferenças no tamanho da população entre os grupos.
Alguns sociólogos criticaram o conceito de "minoria/maioria", argumentando que essa linguagem exclui ou negligencia identidades culturais mutáveis ou instáveis, bem como afiliações culturais além das fronteiras nacionais. Como tal, o termo grupos historicamente excluídos (GHEs) é frequentemente usado para destacar o papel da opressão e dominação histórica, e como isso resulta na sub-representação de grupos específicos em várias áreas da vida social.

### Política
O termo minoria nacional é freqüentemente usado para discutir grupos minoritários na política internacional e nacional. Todos os países contêm algum grau de diversidade racial, étnica ou linguística. Além disso, as minorias também podem ser imigrantes, indígenas ou comunidades nômades sem terra. Isso geralmente resulta em variações de linguagem, cultura, crenças, práticas, que separam alguns grupos do grupo dominante. Como essas diferenças geralmente são percebidas de forma negativa, isso resulta em perda de poder social e político para membros de grupos minoritários.
Não há definição legal de minorias nacionais no direito internacional, embora a proteção de grupos minoritários seja delineada pela Declaração das Nações Unidas sobre os Direitos das Pessoas Pertencentes a Minorias Nacionais ou Étnicas, Religiosas e Linguísticas. O direito penal internacional pode proteger os direitos das minorias raciais ou étnicas de várias maneiras. O direito à autodeterminação é uma questão fundamental. O Conselho da Europa regulamenta os direitos das minorias na Carta Europeia das Línguas Regionais ou Minoritárias e na Convenção-Quadro para a Proteção das Minorias Nacionais.
Em alguns lugares, grupos étnicos subordinados podem constituir uma maioria numérica, como os negros na África do Sul sob o apartheid. Nos Estados Unidos, por exemplo, os brancos não hispânicos constituem a maioria (63,4%) e todos os outros grupos raciais e étnicos (mexicanos, afro-americanos, asiático-americanos, índios americanos e nativos havaianos) são classificados como "minorias". Se a população branca não hispânica cair abaixo de 50%, o grupo será apenas a pluralidade, não a maioria.